# Jorge González Martén
Jorge González Martén (San José, 3 de octubre de 1926 - 2 de noviembre de 2018) fue un economista, empresario, informático y político costarricense.
Martén estudió ciencias económicas en la Universidad de Costa Rica, informática y administración pública y privada en la Universidad George Washington y la American Univertisty en Washington D. C..
Trabajó para las empresas United Fruit Company, IBM, MAI (de la que fue cofundador y tiene sede en Nueva York) y co-desarrollador de la primera microcomputadora comercial.
En cuanto a política, González Martén fue fundador del Partido Nacional Independiente de tendencia derechista el cual participó postulando al propio Martén como candidato presidencial en las elecciones de 1974, 1978, 1990, 1998 y 2002 cosechando su mejor resultado en las de 1974 donde obtuvo 10% de los votos, en todas las posteriores obtuvo menos del 1% y su partido no consiguió diputados. Formó parte junto a otras figuras de la oposición de derecha al socialdemócrata Partido Liberación Nacional como los expresidentes Mario Echandi Jiménez y José Joaquín Trejos, y los futuros presidentes Rodrigo Carazo Odio y Rafael Calderón Fournier de la mesa de negociaciones de la Coalición Unidad que agrupaba a casi toda la oposición no marxista de Costa Rica pero se retiró de ésta junto a Echandi al perder su precandidato en las internas. 
Fue nombrado por el Subsecretario de Estado para Asuntos Latinoamericanos Terrence Todman encargado de iniciar un proceso de "democratización" en la Nicaragua sandinista que pretendía derrocar al gobierno revolucionario pero no logró hacerlo por intervención de la Liga Comunista del Caribe lo que lo obligó a exiliarse en Panamá hasta 1985. 
Fue el fundador de la filosofía política-espiritual del "mundihumanismo".